# 楊萬里
楊 萬里（よう ばんり 1919年9月15日 - 2000年12月18日）は、中国広東省出身で日本の中国料理研究家の先駆者のひとり。中国名は楊博文。1973年日本に帰化、本名は弘農博文。

## 人物・来歴
8歳の時に来日、早大在学中支那事変で上海に帰る。戦後香港に渡り、1950年に再来日、家業の中華料理店「海珠亭」を継ぐ。その後同じく中華料理店「陽明山」の経営を経て、割烹養育界に転向。中国料理の調理理論、実習、食療から故事来歴までを研究し、日本でいち早く中国料理研究家となる。
八重洲クッキングスクール、松屋クッキングスクール、ニチレイクッキングスクール、朝日カルチャー、玉川高島屋の料理サロン、実践女子大学、聖徳学園などで長年講師を務める傍ら、NHKの「きょうの料理」をはじめ、民放で数多くの料理講習やトーク番組のほか、ラジオ、雑誌で中国料理法、理論、医食同源論、薬膳等を紹介した。また、数多くの食品企業で食品加工や製品開発のコンサルタントを務め、「Cook Do」、「こてっちゃん」などの開発に携わった。さらに、横浜市磯子駅前にあった松坂屋の中国料理店「龍泉」で総支配人時代に「中国料理おせち」を広め定着させた。
1971年からNHK「きょうの料理」に10年以上出演。
読売新聞日刊の「きょうの一皿」で長年連載を担当。1990年（財）日本食品生活文化財団より中国料理部門で「金賞」受賞。

## モットー
「医食同源」「美食同源」「食の文字が人の下に良しと書いて、食が人の健康の基本」を説く。

## ドラマ出演
1977年NHK大河ドラマ『花神』で清朝の料理人の役を演じた。出演回を録画したビデオはのちに、楊の息子によってNHKに提供された。

## 著作
- 「香港の味」（主婦の友社　1963年）
- 「わたしにも作れる中国料理」（マコー社　1969年）
- 「家庭向き中国料理」（マコー社　1971年）
- 「秘密の中国料理」（経済界　1979年）
- 「中国料理の通になる」（主婦の友社　1983年）
- 「美人は食卓からうまれる」（主婦と生活社　1985年）
- 「楊萬里のおいしい毎日」（里文出版　2000年）
- 「美人は食卓から」（里文出版　2008年、狩野敏也編著）